# Warwick Thornton
Warwick Thornton (ur. 23 lipca 1970 w Alice Springs) – australijski reżyser, scenarzysta i operator filmowy i telewizyjny. W swojej twórczości koncentruje się na demitologizacji australijskiej historii, zwłaszcza pod kątem kwestii aborygeńskiej. Sam artysta pochodzi z rodziny Aborygenów.
Jego fabularny debiut Samson i Dalila (2009) ukazywał beznadzieję egzystencji pary młodych Aborygenów żyjących na niemal zupełnym pustkowiu. Film otrzymał Złotą Kamerę na 62. MFF w Cannes. Antywestern Słodki kraj (2017), opowiadający o pościgu za podstarzałym Aborygenem, który w samoobronie postrzelił białego agresora, zdobył Nagrodę Specjalną Jury na 74. MFF w Wenecji.